# Andreas Willmsen
Andreas Willmsen (* 3. Oktober 1899 in Verden; † 18. Oktober 1980 ebenda) war ein deutscher Politiker (DP). Er war von 1947 bis 1951 Abgeordneter im Landtag von Niedersachsen.
Willmsen besuchte zunächst die Volksschule und danach das Gymnasium. Er schloss mit der Mittleren Reife ab und absolvierte von 1914 bis 1916 eine kaufmännische Lehre. Nach der Lehre war er Soldat im Ersten Weltkrieg und wurde nach seiner Rückkehr im Geschäft seines Vaters tätig. Ab 1927 war er staatlicher Lotterieeinnehmer. Von 1943 bis 1944 wurde er zum Notdienst der Feuerschutzpolizei verpflichtet, danach war er im Zweiten Weltkrieg. Nach der Rückkehr aus der Kriegsgefangenschaft, begann er sich politisch zu betätigen. Im Jahr 1946 wurde er in den Gemeinderat von Verden gewählt und auch zum Bürgermeister der Stadt. Von 1947 bis 1951 war er in der ersten Wahlperiode Mitglied des Niedersächsischen Landtages. Ab März 1951 als Mitglied der DP/CDU-Fraktion.